# Skierniewka (Skierniewice)
Skierniewka – część miasta Skierniewice. Dawniej dwie samodzielne miejscowości Skierniewka Lewa i Skierniewka Prawa, 1867–1926 siedziba gminy Skierniewka. Od 1926 w granicach miasta Skierniewice. 
Leży w północno-zachodniej części miast po obu stronach rzeki Skierniewka. Skierniewka Lewa rozpościera się wzdłuż ulicy Makowskiej i przechodzi w wieś Mokra Lewa, a Skierniewka Prawa ciągnie się wzdłuż ulicy Łowickiej i w przedłużeniu przechodzi w wieś Mokra Prawa.
Znajduje się tu stacja kolejowa Skierniewic.

## Historia
Dawniej dwie samodzielne miejscowości Skierniewka Lewa i Skierniewka Prawa. W 1827 roku na obszarze obu wsi było tu 57 domów i 487 mieszkańców. Mieścił się tu urząd gminy gminy Skierniewka, utworzonej w 1867. W związku z budową dworca na Kolei Warszawsko-Wiedeńskiej powstała tu ludna osada z licznymi willami i domkami. Pod koniec XIX wieku liczba mieszkańców Skierniewki przechodziła 1000 na ogólnym obszarze 1359 mórg.
W okresie międzywojennym Skierniewka należała do gminy Skierniewka w powiecie skierniewickim w woj. warszawskim. 1 stycznia 1923 planowano włączenie jej do Skierniewic, lecz decyzja została odroczona. Do inkorporacji doszło dopiero 10 lipca 1926, kiedy to oprócz Skierniewki Prawej i Skierniewki Lewej do Skierniewic włączono też wieś Skierniewka Poduchowna, osadę młyńską Ławki, osadę Ława, osadę Szwaby oraz część majątku Skierniewice o obszarze ponad 93 ha.
Część terenów inkorporowanych do Skierniewic w 1926 roku (głównie grunty orne) wyłączono ponownie 1 stycznia 1970, włączając je do gromad: Mokra Prawa (20,39 ha), Kamion (159,34 ha) i Dębowa Góra (241,46 ha)